# Pierre Jonquères d'Oriola
Pierre Jonquères d'Oriola (Corneilla-del-Vercol, 1º febbraio 1920 – Corneilla-del-Vercol, 19 luglio 2011) è stato un cavaliere francese, due volte campione olimpico nell'equitazione.

## Palmarès
| Anno | Manifestazione  | Sede              | Evento                     | Risultato | Note |
| ---- | --------------- | ----------------- | -------------------------- | --------- | ---- |
| 1952 | Giochi olimpici | Helsinki          | Salto ostacoli individuale | Oro       |      |
| 1964 | Giochi olimpici | Tokyo             | Salto ostacoli individuale | Oro       |      |
| 1964 | Giochi olimpici | Tokyo             | Salto ostacoli a squadre   | Argento   |      |
| 1968 | Giochi olimpici | Città del Messico | Salto ostacoli a squadre   | Argento   |      |